# Dexaméthasone
La dexaméthasone est une hormone glucocorticoïde de synthèse. Elle a un effet anti-inflammatoire et immunosuppresseur (sa puissance est environ 40 fois celle du cortisol).
Elle est parfois illégalement utilisée avec d'autres produits dopants et anabolisant dans les élevages pour faire grossir les animaux plus vite, en augmentant le taux de protéine de la viande, tout en diminuant le taux de lipides. De ce fait, ce produit est interdit aux sportifs et animaux de course, et peut induire un contrôle antidopage positif. 

## Usage thérapeutique

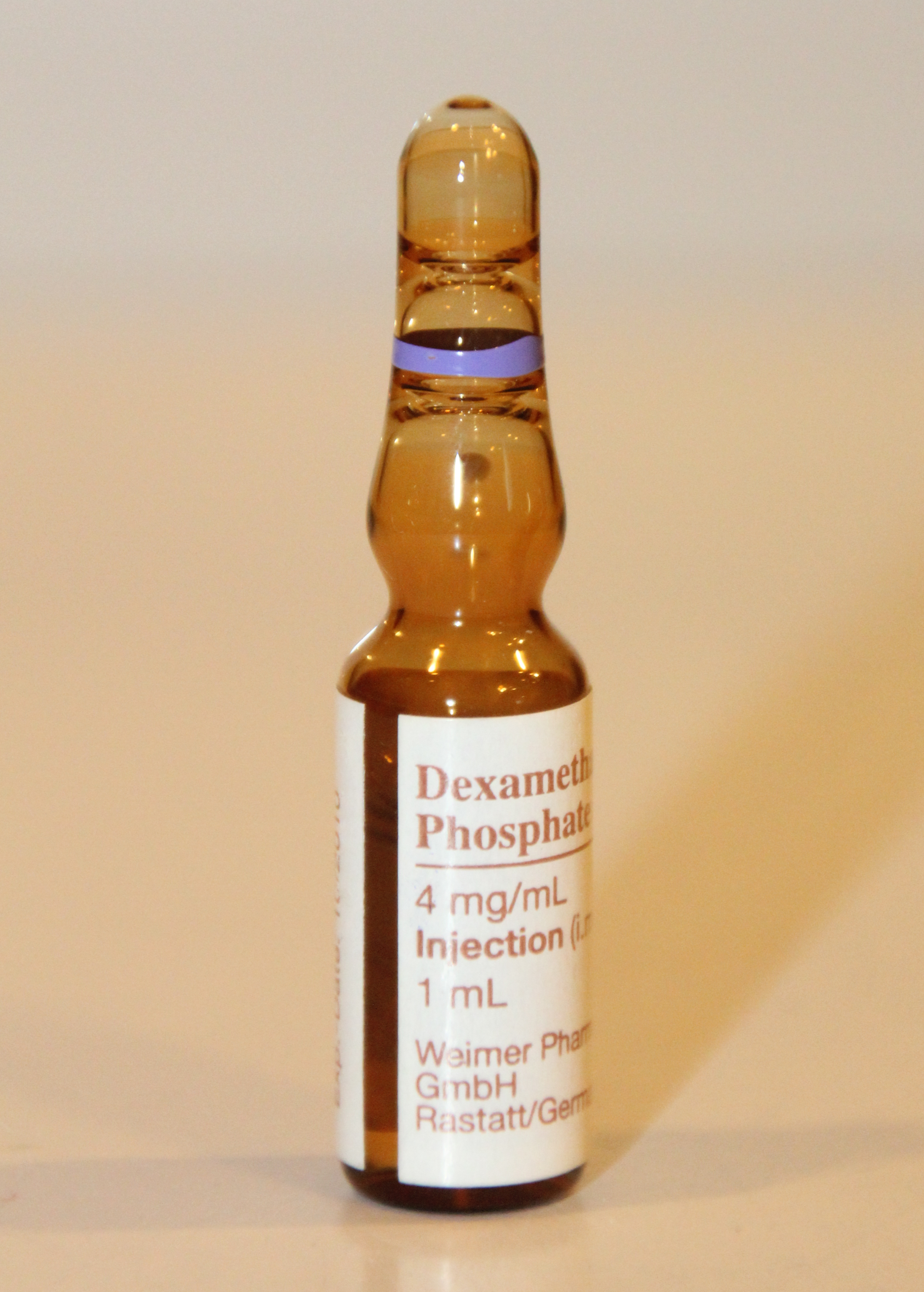
Dexaméthasone pour injection.

La dexaméthasone est utilisée pour traiter diverses maladies inflammatoires et auto-immunes. Elle est également administrée aux patients atteints de cancer qui subissent une chimiothérapie, pour contrecarrer certains effets secondaires (exemple : vomissements) de leur traitement antitumoral[Comment ?].
Dans certaines pathologies cérébrales, par exemple les tumeurs, la dexaméthasone est utilisée pour diminuer le développement d'œdèmes, qui pourraient comprimer d'autres structures cérébrales. 
La dexaméthasone est présente dans certains collyres, en particulier ceux prescrits après certaines chirurgies de l’œil, ou dans des spray nasaux, et gouttes otiques (pour le traitement d'infections de l'oreille en combinaison avec des antibiotiques et antifongiques). La dexamethasone est également retrouvée dans certains implants oculaires.
Enfin, la dexaméthasone est utilisée comme agent chimiothérapeutique direct pour le traitement de certaines hémopathies malignes, et notamment contre le myélome multiple. Elle est alors prescrite seule ou en combinaison avec d'autres agents de chimiothérapie, comme le thalidomide, le lénalidomide ou le bortézomib.

### Chirurgie dentaire
En chirurgie dentaire, l'acétate de dexaméthasone est utilisé sous les noms « Aldyzine » (laboratoire Ato Zizine) ou « Rockles » (laboratoire Septodont) en irrigation des canaux radiculaires nécrosés avant obturation, ou en interséance après ouverture de chambre sur boulette de coton exprimée. Son effet antalgique est remarquable comparé à l'usage d'hydroxyde de calcium qui est le matériau recommandé dans ces situations. Il est également utilisé dans les pâtes d'obturation canalaire à base d'eugénol, pour contrer l'effet irritant de ce produit quand il est frais, soit les premières heures postopératoires (« Cortisomol » (Pierre-Rolland) ou « Endométhasone » (Septodont)).

### Mal des montagnes
La dexaméthasone est utilisée pour traiter l'œdème cérébral et/ou pulmonaire qui peut apparaître en cas de mal aigu des montagnes. Il fait souvent partie de l'équipement des alpinistes pour faire face au mal des montagnes,.

### Contre le Covid-19
Le 16 juin 2020, l'essai  Recovery de l'Université d'Oxford a annoncé que le médicament pouvait réduire le nombre de décès chez les patients les plus atteints par la COVID-19, (de 35 % pour ceux sous ventilation mécanique invasive et de 20 % chez les patients se contentant d'un simple masque facial) en raison de son effet d'inhibition de la tempête des cytokines. La mortalité n'a été réduite que de 13 % pour les patients ne nécessitant pas d'assistance respiratoire,,,. Les résultats n'ont pas été immédiatement publiés dans la littérature scientifique. Ils l'ont été le 17 juillet 2020 : sur 6 425 patients, une partie a été tirée au hasard et traitée à la dexaméthasone (et 22,9 % sont morts dans les 28 jours) et les autres n'ont pas été traités (et 25,7 % sont morts).
Avant cette étude certains experts, ainsi que l'OMS, ne recommandaient pas les corticostéroïdes contre le Sars-CoV-2, mais ce médicament bon marché et assez ancien pourrait aider à lutter contre ce virus. Le gouvernement britannique dispose de 200 000 unités du médicament en stock ; elles pourront être mises à la disposition des patients.

### Autres utilisations
- Ophtalmologie : elle est administrée par voie ophtalmique en instillation oculaire par le biais d'un collyre et peut se trouver notamment sous forme de phosphate de dexaméthasone ;
- Anesthésie :
  - prévention des nausées et vomissement postopératoires (NVPO), seule ou en association avec d'autres médicaments selon un score appelé APFEL qui détermine le risque statistique de survenue des NVPO ;
  - prolongation des effets des blocs périnerveux.
- Biologie végétale : la dexaméthasone peut être utilisée pour activer un système d'induction de transgène dépendant des glucocorticoïdes[16], permettant par exemple à la dose de 5 mg/L l'expression du gène de la protéine fluorescente verte dans des cellules végétales (GFP)[17].
- Prise de poids : parfois utilisé pour favoriser la prise de masse, notamment chez certaines prostituées au Bangladesh où la minceur est parfois dédaignée par les clients[18].

## Usage diagnostique
La dexaméthasone est utilisée dans le diagnostic du syndrome de Cushing.

## Effets dopants

### En élevage
C'est l'un des produits illégalement utilisés avec d'autres anabolisants pour doper la croissance d'animaux d'élevage car il permet une prise de poids plus rapide, avec une carcasse plus riche en protéines et moins riches en graisse, mais au détriment des qualités organoleptiques de la viande. De telles pratiques sont encore régulièrement détectées en Europe en 2012 (utilisation illégale comme activateurs de croissance chez les veaux de boucherie et les bovins de boucherie notamment). 
La dexaméthasone, même utilisée à faible dose, généralement avec le clenbutérol et d'autres stéroïdes sexuels ou corticostéroïdes cause des anomalies (histologiques et morphologiques) du thymus des animaux d'élevage ; ces anomalies — faciles à détecter à l'abattoir — sont assez importantes et caractéristiques pour être utilisées comme biomarqueur de l'utilisation illégale de dexaméthasone. L'observation du thymus (sans analyse biochimique, et donc à moindre coût) permet même de détecter certains anabolisants, même si ces derniers ne sont plus détectables dans le plasma sanguin. En effet, même de « faibles doses de dexaméthasone (DXM), administré seul ou en association avec le clenbutérol comme facteur de croissance chez les bovins de boucherie, induisent des changements morphologiques dans le thymus » (augmentation de l'infiltrat graisseux, associé à une atrophie corticale avec une réduction très nette du ratio cortex/médulla (C/M) chez les animaux traités. Sous un seuil de 0,93 pour le ratio C/M, il s'agit d'animaux traités au DXM (qui inhibe la sécrétion de cortisol au cours de la période de traitement, mais avec un effet qui disparait 8 jours après la fin du traitement, ce qui permet qu'il ne soit plus détecté par les analyses classiques à l'abattoir.

### Chez les sportifs
La dexaméthasone est l'un des produits interdits depuis 1996, recherché par les contrôles antidopage et suivi par l'Agence française de lutte contre le dopage. Il est notamment utilisé par des coureurs cyclistes, mais aussi donné à des animaux intervenant dans certains sports tels que les chevaux de course.

## Divers
La dexaméthasone fait partie de la liste des médicaments essentiels de l'Organisation mondiale de la santé (liste mise à jour en avril 2013).